# Rower (film)
Rower – etiuda filmowa Romana Polańskiego nakręcona w 1955 roku podczas studiów reżysera w łódzkiej szkole filmowej.
Etiuda ma podłoże autobiograficzne – opowiada o wydarzeniu, jakie spotkało Polańskiego 30 czerwca 1949 roku w Krakowie, kiedy to recydywista Roman Dziuba, znany także jako Janusz Zenatowicz, zaproponował mu okazyjne kupno roweru. Ofertą tą zwabił go do bunkra, starego schronu przeciwlotniczego znajdującego się na terenie Parku Krakowskiego, uderzył cegłą w głowę i okradł.
Taśma z filmem zaginęła, obecnie dysponujemy jedynie rysunkami poszczególnych kadrów.

## Produkcja
Film został nakręcony w Krakowie, dokładnie w tych samych miejscach, gdzie doszło do napadu w 1949 roku. Polański zdecydował się osobiście odegrać rolę napadniętego chłopaka, Dziubę zagrał jego kolega Adam Fiut, natomiast zdjęcia do filmu wykonał Nikoła Todorow.